# Manuel Milián Mestre
Manuel Milián Mestre (Forcall, Castellón, 1943) es un expolítico y periodista español.

## Biografía
Nacido en Forcall (Castellón) y miembro de una familia de comerciantes ganaderos, en 1951 se trasladó al Perelló. Se licenció en Geografía e Historia por la Universidad de Barcelona en 1965. Se dedicó entonces al periodismo, colaborando inicialmente con Radio Morella de 1963 a 1965 y después con El Noticiero Universal (1966-1970), Tele/eXprés (1970-1973), Diario de Barcelona (1975-1980) y fue miembro fundador y directivo de El País (1974-1977). También ha colaborado en Las Provincias y La Vanguardia.
Políticamente, ya en 1970, había colaborado con Manuel Fraga Iribarne cuando era ministro. En 1974 fundó el Club Ágora y en 1976 Reforma Democrática de Cataluña. En 1980 fue uno de los fundadores de Solidaritat Catalana, que se presentó sin éxito a las elecciones al Parlamento de Cataluña de 1980. Del 1983 al 1989 fue director de estrategia y comunicaciones de Fomento del Trabajo Nacional. En las elecciones generales de España de 1989 fue elegido diputado por el Partido Popular, y de nuevo en las elecciones generales de España de 1993 y en las elecciones generales de España de 1996. También fue miembro de la ejecutiva del Partido Popular de 1989 al 2000. Últimamente ha compuesto un libreto de ópera, El Misterio de los Tiempos, con Carles Santos Ventura.
En marzo de 2014 afirmó en una tertulia de televisión que se arrepentía de sus décadas de dedicación al Partido Popular, acusando a la formación política de no afrontar determinadas cuestiones, como la situación política en Cataluña.

## Obras
- Manuel Fraga Iribarne, retrato en tres tiempos (1975)
- Homenaje a José Mª Hernández Pardos (1970)
- Una historia empresarial de Catalunya (Fomento del Trabajo Nacional, 1771-1980) (2001)
- Los puentes rotos (2016)
- Ximo Puig, la mirada morellana (2019)